# علیون
عِلیون (به عبری: עליון) و به انگلیسی  Elliyoun کلمه ایست که در تورات، انجیل و قرآن آمده‌است. این کلمه از ریشه «علی» به معنی برتر و بزرگتر است. در ترکیب با اِل به صورت اِل علیون به معنی خدای برتر و بزرگتر آمده‌است. در ترجمه این کلمه در ترجمه‌های فارسی از «اعلی علیین» هم استفاده شده‌است. در قرآن هم به صورت «عِلّیون» و «عِلیّین» هم به صورت «عالین» آمده‌است.